# Bertil Nordahl
Karl Bertil Emanuel Nordhal, né le 26 juillet 1917 à Hörnefors et mort à Degerfors le 1er décembre 1998, est un footballeur suédois.

## Biographie
Ce milieu de terrain commence sa carrière dans le club suédois de Degerfors IF où il joue jusqu'en 1948. Il s'exile ensuite en Italie dans le club de Atalanta. Il y évolue pendant trois saisons en compagnie de son frère Gunnar avant de retourner terminer sa carrière dans son club d'origine.
Il est sélectionné quinze fois en équipe nationale. Il remporte les Jeux olympiques 1948 à Londres toujours avec son frère Gunnar mais également avec le troisième membre de la fratrie Knut. Les deux frères évoluant dans le Calcio sont professionnels et ne sont donc pas sélectionnables pour la coupe du monde 1950. Toujours en 1948, il remporte le Guldbollen (meilleur joueur suédois), un trophée que ses deux frères remporteront également. 
Après sa retraite, il tente une courte carrière d'entraineur sans titre dans les clubs d'Örebro SK et de l'IK Brage.